# Carlos Galvão de Melo
Carlos Galvão de Melo CvA • OA • GOL (Figueira da Foz, Buarcos, 4 de Agosto de 1921 – Cascais, Alcabideche, 20 de Março de 2008) foi um militar e político português, membro da Junta de Salvação Nacional.
Ficaram célebres as suas disputas com oradores do PCP e da UDP, os partidos mais à esquerda politica do hemiciclo. As suas tiradas parlamentares — que o levariam a ficar conhecido como o “general sem papas na língua” — acabariam também por ditar também a sua cisão com o CDS.

## Biografia
Originário de uma família de Mangualde, filho de António Augusto Ferreira de Melo (Viseu, Casa da Balça – Mangualde) e de sua mulher Cecília Rosa Teles de Noronha Galvão (1904–?), meio-primo-sobrinho-neto e primo-sobrinho em primeiro grau de Inocêncio Galvão Teles e meio-primo-sobrinho em primeiro grau e primo em segundo grau de Miguel Galvão Teles e de Luís Galvão Teles, nasceu na Figueira da Foz, onde costumavam passar férias no mês de Agosto.
Fez os estudos em Lisboa, no Liceu Camões, na Universidade de Lisboa, e na Escola do Exército que concluiu em 1943.
A 4 de Outubro de 1959 foi inaugurada a Base Aérea n.º 5 (Monte Real), no concelho de Leiria, de que foi o primeiro Comandante.
Nos anos 1960, após várias comissões nas ex-colónias, decide passar à reserva por não concordar com a forma como o regime utilizava a FAP.
Em 1974 integrou a Junta de Salvação Nacional, sendo duramente contestado pela esquerda política e excluído desta Junta, na sequência do 28 de Setembro do mesmo ano (manifestação da Maioria silenciosa).
Galvão de Melo foi candidato independente nas Eleições presidenciais de 1980, após ter sido deputado (independente) pelo CDS na Assembleia Constituinte.
Foi, também, presidente da Associação de Amizade Portugal-Indonésia e da Associação Portugal-Iraque.
Galvão de Melo faleceu a 20 de Março de 2008, aos 86 anos, aparentemente vítima de doença súbita.

### Condecorações[5][6]
- Cavaleiro da Ordem Militar de Avis de Portugal (27 de Outubro de 1953)
- Oficial da Ordem Militar de Avis de Portugal (11 de Agosto de 1964)
- Grã-Cruz com Estrela da Ordem do Mérito da República Federal da Alemanha Ocidental (9 de Maio de 1989)
- Grande-Oficial da Ordem da Liberdade de Portugal (6 de julho de 2023, a título póstumo)

## Escritos publicados
Após o 25 de Abril publicou vários livros, entre os quais:
- MFA, movimento revolucionário (1975)
- Rumo à Dignidade (1975)
- Coragem de Lutar (1976)
- Tradição e Destino (1979)
- Continuar Portugal: discursos e outros escritos (1980)
- Meu Povo, Minha Terra: entrevista (1981)
- Um Militar na Política (2001)[7]

## Casamentos e descendência
Casou primeira vez com Maria João Vieira Neves (24 de Junho de 1926), de quem se divorciou e de quem teve seis filhos e filhas:
- M.ª Cecília Vieira Galvão de Melo
- M.ª Teresa Vieira Galvão de Melo
- M.ª Natividade Vieira Galvão de Melo
- António Augusto Vieira Galvão de Melo
- Carlos João Vieira Galvão de Melo
- M.ª João Vieira Galvão De Melo

Casou segunda vez com Sybille Schön (16 de Dezembro de 1925 – 8 de Janeiro de 2007), divorciada com geração de Dietrich Kurt Nicholas Stürken (1933 – 10 de Junho de 2008), sem geração.